# Felix Elofsson
Felix Elofsson (30 september 1995) is een Zweedse freestyleskiër. Hij vertegenwoordigde zijn vaderland op de Olympische Winterspelen 2018 in Pyeongchang.

## Carrière
Elofsson maakte zijn wereldbekerdebuut in maart 2012 in Åre. Op de wereldkampioenschappen freestyleskiën 2015 in Kreischberg eindigde de Zweed als 26e op het onderdeel dual moguls en als 34e op het onderdeel moguls. In januari 2016 scoorde hij in Calgary zijn eerste wereldbekerpunten. In januari 2018 behaalde Elofsson in Deer Valley zijn eerste toptienklassering in een wereldbekerwedstrijd. Tijdens de Olympische Winterspelen van 2018 in Pyeongchang eindigde de Zweed als 24e op het onderdeel moguls.
In Park City nam hij deel aan de wereldkampioenschappen freestyleskiën 2019. Op dit toernooi eindigde hij als negentiende op het onderdeel dual moguls en als 23e op het onderdeel moguls. In februari 2020 stond Elofsson in Deer Valley voor de eerste maal in zijn carrière op het podium van een wereldbekerwedstrijd.

## Resultaten

### Olympische Winterspelen
| Jaar | Plaats      | Resultaten |
| ---- | ----------- | ---------- |
| 2018 | Pyeongchang | 24e Moguls |

### Wereldkampioenschappen
| Jaar | Plaats      | Resultaten                 |
| ---- | ----------- | -------------------------- |
| 2015 | Kreischberg | 26e Dual Moguls 34e Moguls |
| 2019 | Park City   | 19e Dual Moguls 23e Moguls |

### Wereldbeker
Eindklasseringen
| Seizoen   | Algm | MO  |
| --------- | ---- | --- |
| 2015/2016 | 195e | 41e |
| 2016/2017 | 161e | 32e |
| 2017/2018 | 113e | 22e |
| 2018/2019 | 83e  | 17e |
| 2019/2020 | 51e  | 10e |